# (144) Vibilia
(144) Vibilia es un asteroide perteneciente al cinturón de asteroides descubierto el 3 de junio de 1875 por Christian Heinrich Friedrich Peters desde el observatorio Litchfield de Clinton, Estados Unidos, a su regreso de la expedición para observar el tránsito de Venus de 1874.
Está nombrado por Vibilia, una diosa de la mitología romana.

## Características orbitales
Vibilia está situado a una distancia media del Sol de 2,655 ua, pudiendo alejarse hasta 3,278 ua. Tiene una inclinación orbital de 4,807° y una excentricidad de 0,2349. Emplea en completar una órbita alrededor del Sol 1580 días.